# DC Talk
DC Talk (stylisé en dc Talk) est un groupe de hip-hop chrétien et de rock chrétien évangélique américain, originaire de Lynchburg, en Virginie.

## Biographie
Le groupe est fondé par TobyMac et Michael Tait en 1987 à l’Université Liberty .
D'abord considéré comme les pionniers du hip-hop chrétien, ils changent progressivement de cap vers un style pop rock pour connaître leur apogée dans les années 1990, avant de marquer une pause en 2000 afin de se consacrer chacun à leur carrière solo. 
Le groupe publie son premier album éponyme DC TALK en 1989 au label Forefront Records. L'album est classé 10e des Top Contemporary Christian. Ils publient leur deuxième album, Nu Thang en 1991, un album de rap chrétien crossover. Il atteint 5e place des Top Contemporary Christian. En 1992, Free at Last est publié en 1992 qui lui atteint la première place des Top Contemporary Christian.

## Discographie

### Albums studio
- 1989 : DC Talk
- 1990 : Nu Thang
- 1992 : Free At Last
- 1995 : Jesus Freak
- 1998 : Supernatural

### Album live
- 1997 : Welcome to the Freak Show

### Compilations
- 2000 : Intermission: The Greatest Hits
- 2003 : 8 Great Hits
- 2006 : The Early Years
- 2006 : Top 5 Hits
- 2007 : Double Take (Jesus Freak/Supernatural)
- 2007 : Greatest Hits
- 2008 : Two For One (Free at Last/Supernatural)
- 2008 : Greatest Hits
- 2009 : The Ultimate Collection

### EPs
- 1994 : Free at Last: Extended Play Remixes
- 1995 : Jesus Freak
- 2001 : Solo